# قشلاق بيغ علي العليا (مقاطعة بيله سوار)
قشلاق بیغ علي العلیا (بالفارسية: قشلاق بیگ‌علی علیا) هي منطقة سكنية تقع في إيران في أردبيل. يقدر عدد سكانها بـ 88 نسمة .